# Yeehaw Junction
Yeehaw Junction ist ein census-designated place (CDP) im Osceola County im US-Bundesstaat Florida. Das U.S. Census Bureau hat bei der Volkszählung 2020 eine Einwohnerzahl von 235 ermittelt.

## Geographie
Yeehaw Junction liegt rund 85 Kilometer südöstlich von Kissimmee sowie etwa 100 Kilometer südöstlich von Orlando. Der CDP liegt an der Kreuzung des U.S. Highway 441 (SR 15) und der Florida State Road 60. Im Osten führt der Florida’s Turnpike am Ort vorbei.

## Demographische Daten
Laut der Volkszählung 2010 verteilten sich die damaligen 240 Einwohner auf 68 Haushalte. 92,1 % der Bevölkerung bezeichneten sich als Weiße, 1,3 % als Indianer und 0,4 % als Asian Americans. 3,3 % gaben die Angehörigkeit zu einer anderen Ethnie und 2,9 % zu mehreren Ethnien an. 6,3 % der Bevölkerung bestand aus Hispanics oder Latinos.
Im Jahr 2010 lebten in 31,1 % aller Haushalte Kinder unter 18 Jahren sowie 30,0 % aller Haushalte Personen mit mindestens 65 Jahren. 74,4 % der Haushalte waren Familienhaushalte (bestehend aus verheirateten Paaren mit oder ohne Nachkommen bzw. einem Elternteil mit Nachkomme). Die durchschnittliche Größe eines Haushalts lag bei 2,67 Personen und die durchschnittliche Familiengröße bei 2,96 Personen.
21,7 % der Bevölkerung waren jünger als 20 Jahre, 20,8 % waren 20 bis 39 Jahre alt, 31,7 % waren 40 bis 59 Jahre alt und 22,9 % waren mindestens 60 Jahre alt. Das mittlere Alter betrug 44 Jahre. 49,6 % der Bevölkerung waren männlich und 50,4 % weiblich.
Das durchschnittliche Jahreseinkommen lag bei 21.944 $, dabei lebten 27,6 % der Bevölkerung unter der Armutsgrenze.

## Sehenswürdigkeiten
Am 3. Januar 1994 wurde das in den 1880er-Jahren als Handelsposten eröffnete Desert Inn in das National Register of Historic Places eingetragen. Nachdem es in den vergangenen Jahren öfters den Besitzer gewechselt hatte und zuletzt im August 2018 schließen musste, gab es Bestrebungen, das Lokal zu renovieren und neuerlich in Betrieb zu nehmen. Diese Bemühungen wurden allerdings durch einen schweren LKW-Unfall, bei dem ein Sattelzug das Gebäude mit hoher Geschwindigkeit rammte, auf unbestimmte Zeit verzögert. Ein vollständiger Abriss gilt als wahrscheinlich.